# Liste der denkmalgeschützten Objekte in Újezd u Domažlic
Grundlage dieser Liste der denkmalgeschützten Objekte in Újezd u Domažlic ist die ÚSKP-Liste (Ústřední seznam kulturních památek České republiky, deutsch Zentrale Liste der Kulturdenkmäler der Tschechischen Republik), die von der tschechischen Denkmalschutzbehörde NPÚ (Národní památkový ústav, deutsch Nationale Denkmalbehörde) seit 1987 geführt wird und an die seit dem Jahr 1850 geschaffenen Listen anschließt.

## Denkmalgeschützte Objekte nach Ortsteilen

### Újezd u Domažlic
| Lage                                                                              | Objekt                        | Beschreibung          | ÚSKP-Nr.                  | Bild                          |
| --------------------------------------------------------------------------------- | ----------------------------- | --------------------- | ------------------------- | ----------------------------- |
| Újezd u Domažlic Nr. 30 (Standort)                                                | Bauernhaus                    |                       | 30364/4-2249 Info Katalog | BW                            |
| Újezd u Domažlic Nr. 20 (Standort)                                                | Speicher bei einem Bauernhaus |                       | 30772/4-2248 Info Katalog | BW                            |
| auf dem Hradek-Hügel etwa 1 Kilometer südwestlich von Újezd u Domažlic (Standort) | Denkmal für Jan Sladký Kozina | 1895 errichtet        | 26200/4-2251 Info Katalog | Denkmal für Jan Sladký Kozina |
| Újezd u Domažlic Nr. 2 (Standort)                                                 | Speicher bei einem Bauernhaus |                       | 25451/4-2247 Info Katalog | BW                            |
| Újezd u Domažlic Nr. 3 (Standort)                                                 | Bauernhaus                    | Bauernhaus des Kozina | 39787/4-4166 Info Katalog | Bauernhaus                    |
| Újezd u Domažlic Nr. 31 (Standort)                                                | Bauernhaus                    |                       | 36486/4-2250 Info Katalog | BW                            |

### Petrovice (Újezd)
| Lage                          | Objekt     | Beschreibung | ÚSKP-Nr.                  | Bild |
| ----------------------------- | ---------- | ------------ | ------------------------- | ---- |
| Petrovice 14 (111) (Standort) | Bauernhaus |              | 36718/4-2174 Info Katalog | BW   |
| Petrovice 7 (110) (Standort)  | Bauernhaus |              | 24700/4-2173 Info Katalog | BW   |